# D-Company
D-Company es un nombre acuñado por los medios indios para el sindicato criminal organizado del bajo mundo de Bombay fundado y controlado por Dawood Ibrahim, un jefe de la mafia india, traficante de drogas y terrorista buscado. En 2011, Ibrahim, junto con su D-Company, fue el número tres en la lista " Los 10 fugitivos más buscados del mundo " del FBI . 
Ha sido designado como Organización Terrorista Global por la Oficina de Control de Activos Extranjerosdel Departamento del Tesoro de los Estados Unidos, con direcciones en India, Pakistán y los Emiratos Árabes Unidos.

## Historia
Shabir Ibrahim Kaskar y Dawood Ibrahim establecieron un sindicato criminal en la década de los 70´s en Bombay
Otros miembros prominentes de la pandilla incluyen a Chhota Shakeel, Tiger Memon, Yakub Memon (vinculado), Abu Salem y Fazlur Rahman (Fazal Sheikh). La organización tiene un historial de rivalidad con la policía de Mumbai y otros capos del hampa como Chhota Rajan, Ejaz Lakdawala, quien fue arrestado en Canadá en 2004, y Arun Gawli .

## Desarrollo
En la década de 1970, Dawood Ibrahim trabajaba para un contrabandista local llamado Bashu Dada. Bashu Dada tenía una estrecha amistad con el padre de Dawood, que era policía. Su padre ejercía una influencia inmensa entre los gánsteres y la gente común debido a su sentido de la moralidad y la justicia, al mismo tiempo que formaba parte de la Rama Criminal. Sin embargo, Bashu Dada y Dawood tuvieron una pelea después de que Bashu Dada insultara al padre de este último. En 1976, Dawood, junto con siete de sus amigos cercanos y su hermano mayor Shabir Ibrahim Kaskar, atacaron a Basu Dada con botellas de refresco vacías, una novedad en la historia de la guerra de pandillas en Bombay.
Después de este incidente, el ejecutor clave de Bashu Dada, Khalid Pehlwan, persuadió a Dawood para que comenzara sus operaciones de contrabando, lo que condujo a la formación de la D-Company. Dawood y su hermano mayor Shabir, con la ayuda de Khalid Pehlwan, comenzaron sus operaciones de contrabando. Esto finalmente los llevó a enfrentarse con la pandilla Pathan, la pandilla más influyente en Mumbai en ese momento. Para 1986, D Company había eliminado a la mayoría de los líderes de la pandilla Pathan, emergiendo como la pandilla dominante en Mumbai.
En 1993, los asociados de D-Company estuvieron involucrados en los atentados con los atentados de Bombay en 1993 . Pocos han sido encarcelados por ello. 
En 1997, el exmiembro de D-Company Abu Salem y Fazlur Rahman fueron responsables del asesinato del fundador de T-Series y productor musical de Bollywood, Gulshan Kumar.
En 2011, las agencias de inteligencia indias lograron vincular a Dawood Company con el caso del espectro 2G, a través de DB Realty y DB Etisalat (antes Swan Telecom) promovidas por Shahid Balwa. Posteriormente, en marzo, se reforzó la seguridad en la sede de CBI en Delhi después de que se sugiriera que D-Company podría lanzar un ataque en un intento de destruir documentos relacionados con la investigación en curso del caso del espectro 2G.
En 2015, un informe del Congreso de EE. UU. alegó que D-Company era un "sindicato criminal de 5.000 miembros que opera principalmente en Pakistán, India y los Emiratos Árabes Unidos", que tiene una "alianza estratégica" con el ISI y ha "forjado relaciones con grupos islamistas, como Lashkar-e-Taiba y al-Qaida." Sin embargo, el informe no tuvo implicaciones políticas y fue principalmente para informar a los legisladores..

Dawood también fue grabado por investigadores indios que descubrieron que tenía activos inmobiliarios en Dubái a nombre de otra persona. 
En 2018, la Dra. Louise Shelley, profesora de la Universidad George Mason, declaró que D-Company ahora tenía su sede principalmente en Pakistán y había diversificado sus activos como las organizaciones narcotraficantes mexicanas.
En 2020, la cuenta de las redes sociales, For the Dcompany, estaba accediendo a las ganancias de los menús de apuestas, y subtituló sus perfiles, que el crimen a veces va más allá de no lastimar, y pusieron color como subtítulos que matar a alguien es un crimen de humanidad, pero su color es Crímenes, que Observa a través de sólo una ecuación de bueno y malo.

## En la cultura popular
En ocasiones, Dawood Company ha estado vinculada a la industria cinematográfica de Bollywood, así como a negocios inmobiliarios y de apuestas, de los que se dice que obtiene ingresos considerables. La película Company de 2002 se basa libremente en sus actividades, así como en su secuela (precuela de la historia) D (2005), Shootout at Lokhandwala (2007) y Once Upon a Time in Mumbaai (2010). La película de 2013 Shootout at Wadala se basa en el surgimiento de D-Company. También aparece en la novela The Golden House de Salman Rushdie de 2018 .

## Actividad
La D-Company gana grandes cantidades de dinero a través de la extorsión, el secuestro, el crimen organizado, el contrabando, el tráfico, los narcóticos y el sicariato. Por ejemplo, D-Company aprovechó para contrabandear oro y plata durante las luchas económicas de Mumbai en la década de los 80´s. Según Materia Islámica, contrabandearon aproximadamente el 25-30% de las importaciones totales de oro y plata de la India. Esto creó un monopolio que permitió a su líder, Dawood Ibrahim, establecer sus propios precios de venta en toda la India.